# Rhyacia arenacea
Rhyacia arenacea is een vlinder uit de familie uilen (Noctuidae). De wetenschappelijke naam is voor het eerst geldig gepubliceerd in 1907 door Hampson.
De soort komt voor in Europa.